# Мери Болейн
Мери Болин (на английски: Mary Boleyn; ок. 1499 – 19 юли 1543) е член на английското семейство Болин, което се ползва с голямо влияние по времето на крал Хенри VIII. Мери е сестра на кралица Ан Болейн. Според някои историци е по-млада сестра, но нейните деца вярват, че Мери е по-голямата сестра, както и съвременните историци. Мери Болин е една от любовниците на Хенри VIII и понякога се е твърдяло, че родила две от децата му. Твърдяло се е също, че била любовница на френския крал Франсоа I.

## Кралски връзки и брак
Мери Болейн отива във Франция като придворна дама на сестрата на Хенри VIII, принцеса Мери Тюдор, която през 1514 г. заминава за Франция поради брака ѝ с френския крал Луи XII. След няколко седмици престой на много от нейните английски придворни дами е наредено да се завърнат в Англия, но на Мери Болейн е позволено да остане в Париж, вероятно заради новия пост на баща ѝ като посланик във Франция.
Дори когато кралицата Мери Тюдор след смъртта на крал Луи XII се завръща в Англия, Мери Болейн остава във френския двор. Там тя става известна с многобройните си любовни връзки, включително с новия крал Франсоа I, който публично я нарича „Английската кобила“ и „una grandissima ribalda, infame sopra tutti“ („велика проститутка, скандална над всички“). През 1519 г., когато скандалите около нейното лековато поведение в Париж стават прекалено много, Мери Болейн се завръща в Англия, където става придворна дама на кралица Катерина Арагонска, първата съпруга на Хенри VIII. Скоро след завръщането си в Англия Мери е омъжена за богатия и с добри връзки дворянин сър Уилям Карю. Хенри VIII е гост на сватбата на двойката на 4 февруари 1520 г.
След сватбата ѝ кралят започва любовна връзка с Мери, не е известно точно кога, тази връзка никога не е била разгласена. Поради това Мери никога не се ползва със славата, богатството и властта, които признатите кралски любовници във Франция и други страни имали понякога. По време на връзката с Хенри VIII, Мери ражда първото си дете, дъщеря си Катрин през 1524 г. Счита се, че връзката с краля е приключила преди раждането на второто дете на Мери, Хенри Карю, през 1526 г. Още по време на връзката, а и по-късно се носят слухове, че поне едното, но вероятно и двете деца на Мери са от краля. Според свидетели Хенри Карю е имал невероятна прилика с Хенри VIII.
Съпругът на Мери умира през 1528 г. от така наречената „изпотяваща болест“. Тогава кралят поставя сина ѝ Хенри Карю под попечителство на леля му Ан Болейн и урежда той да получи образование в елитния за това време цистерциански манастир. Ан се застъпва за осигуряване на малка годишна пенсия на Мери от £100.

## Втори брак
През 1534 г. Мери тайно се омъжва за войника Уилям Стафорд, който няма благородническо звание и е с малък доход. Когато бракът е разкрит, Ан е вбесена, семейство Болейн се отрича от Мери и двойката е изгонена от двора. Впоследствие Ан ѝ изпраща златна чаша и пари, за да посрещне финансовите ѝ затруднения, но се счита, че двете сестри не се срещат отново след изгонването на Мери от двора. След екзекуцията на Ан Болейн на 19 май 1536 г. майка им, Елизабет Болейн, се оттегля от кралския двор и умира две години по-късно. На следващата година умира и баща им, Томас Болейн, Мери наследява известно имущество в Есекс. Изглежда е изживяла остатъка от годините си в анонимност и известен комфорт с втория си съпруг.
Умира на 19 юли 1543 г. Уилям Стафърд умира на 5 май 1556 г. Съпрузите имат син Едуард (1535 – 1545) и дъщеря Ан.
Мери Болейн е далечна предшественичка на мнозина британци, включително Джон Чърчил, Чарлс Дарвин, Уинстън Чърчил, П. Г. Уудхаус Елизабет Боуз-Лайън, Даяна Спенсър и Сара Фъргюсън.